# Alysicarpus hamosus
Alysicarpus hamosus är en ärtväxtart som beskrevs av Michael Pakenham Edgeworth. Alysicarpus hamosus ingår i släktet Alysicarpus och familjen ärtväxter. Inga underarter finns listade i Catalogue of Life.